# Beach Blast
Beach Blast era un evento di wrestling in pay-per-view organizzato dalla World Championship Wrestling, svoltosi in sole due edizioni in estate, nel 1992 a giugno e nel 1993 a luglio.
Nel 1994 fu sostituito da Bash at the Beach.

## Edizioni
| Evento | Data           | Città                | Luogo                      | Main Event |
| ------ | -------------- | -------------------- | -------------------------- | --- |
| 1992   | 20 giugno 1992 | Mobile (Alabama)     | Mobile Civic Center        | Rick Rude vs. Ricky Steamboat in un 30-minute Iron Man Challenge The Steiner Brothers (Rick & Scott) (c) vs. Terry Gordy & "Dr. Death" Steve Williams per i WCW World Tag Team Championship |
| 1993   | 18 luglio 1993 | Biloxi (Mississippi) | Mississippi Coast Coliseum | Sting & Davey Boy Smith vs. Big Van Vader & Sid Vicious |